# Vigoulant
Vigoulant – miejscowość i gmina we Francji, w Regionie Centralnym, w departamencie Indre.
Według danych na rok 1990 gminę zamieszkiwały 104 osoby, a gęstość zaludnienia wynosiła 11 osób/km² (wśród 1842 gmin Regionu Centralnego Vigoulant plasuje się na 1028. miejscu pod względem liczby ludności, natomiast pod względem powierzchni na miejscu 1175.).